# Owe Ohlsson
Owe Ohlsson, noto anche come Ove Olsson (Hälsö, 19 agosto 1938), è un ex calciatore svedese, di ruolo centrocampista.

## Palmarès

### Club

#### Competizioni nazionali
- Campionato svedese: 1

Göteborg: 1957-1958